# Saint-Paul-de-Fourques
Saint-Paul-de-Fourques é uma comuna francesa na região administrativa da Normandia, no departamento de Eure. Estende-se por uma área de 4 km². Em 2010 a comuna tinha 297 habitantes (densidade: 74,3 hab./km²).